# Höytiäinen
Höytiäinen – jezioro we wschodniej Finlandii, w regionie Karelia Północna. Leży na terenie gmin Polvijärvi, Juuka i Kontiolahti i należy do zlewni rzeki Vuoksi. Jego powierzchnia wynosi 282,64 km², co daje mu piętnaste miejsce w kraju. Na jeziorze znajduje się 606 wysp i wysepek. Jest atrakcyjnym celem dla wędkarzy, występują tu następujące gatunki ryb: jaź, leszcz, lipień, miętus, okoń, płoć, sandacz, sieja, szczupak, troć jeziorowa, łosoś.

## Historia
Dawniej jezioro było znacznie większe. Aby powiększyć areał okolicznych pól uprawnych oraz zapobiec corocznym powodziom, w połowie XIX wieku zdecydowano obniżyć poziom wody poprzez spuszczenie części wód do niżej położonego pobliskiego jeziora Pyhäselkä – części systemu jeziornego Saimaa. Prace rozpoczęto w 1854. Przekopano kanał pomiędzy jeziorami wyposażony w dwie tamy u szczytu kontrolujące prędkość przepływu wody. Na początku sierpnia 1859 konstrukcja zbudowanych na piaszczystym podłożu tam została naruszona przez wodę, wskutek czego uległy one zniszczeniu i doszło do katastrofy. Wody jeziora Höytiäinen w sposób gwałtowny i niekontrolowany zaczęły przelewać się do Pyhäselki, niszcząc wszystko po drodze. Prędkość przelewu sięgała 4000–5000 m³/s. Do połowy sierpnia woda w jeziorze opadła o 7,5 m, po czym poziom wód się wyrównał. W następnym roku dokonano dodatkowego zabiegu obniżenia o dalsze 2 m. Mimo gwałtownego przebiegu wydarzeń, populacja ryb nie poniosła większego uszczerbku.
Ostatecznie obszar całkowity akwenu zmniejszył się o jedną trzecią, a objętość wody spadła o ponad połowę. Uzyskano 15 700 hektarów ziemi, której osuszenie potrwało jednak wiele lat.